# Castello di Rocca Calascio
Il castello di Rocca Calascio è una rocca situata in Abruzzo, nella frazione di Rocca Calascio, nel comune di Calascio, a un'altitudine di 1464 m s.l.m.. Il castello, costituito da una parte alta, più antica, di cui rimangono solamente alcuni resti archeologici e una parte bassa, più recente e parzialmente recuperata, è considerato uno dei simboli dell'Abruzzo.

## Storia
La fondazione del castello si fa risalire a Ruggero II d'Altavilla, che ne promosse l'edificazione probabilmente dopo la conquista normanna del 1140; tuttavia la prima documentazione risale al 1239. Alcune fonti ritengono che la struttura possa essere stata costruita sui resti di una preesistente fortificazione d'origine romana. Fu inserito in un complesso sistema di fortificazioni, a scopo difensivo, che controllavano le vallate abruzzesi; per la sua vicinanza al vasto bacino pastorale di Campo Imperatore, il castello ebbe un ruolo importante relativamente ai percorsi della transumanza.
Nei secoli si susseguirono nel dominio le famiglie Pagliara, Colonna, Celano, Caldora, Accrocciamuro, Piccolomini Todeschini, Del Pezzo, Cattaneo, Medici e Borbone; in particolare, nel 1463, su concessione di Ferdinando I di Napoli, il castello passò ad Antonio Todeschini della famiglia Piccolomini, che dotò la struttura della cinta muraria in ciottolame e quattro torri di forma cilindrica con merlatura ghibellina.
Nel 1703 si verificò un violento terremoto che danneggiò il castello e distrusse quasi interamente il borgo sottostante; nei decenni seguenti, terminata la sua funzione strategica, il castello fu lasciato in stato di abbandono e l'intera rocca andò in declino, fino a risultare completamente disabitata nel 1957.

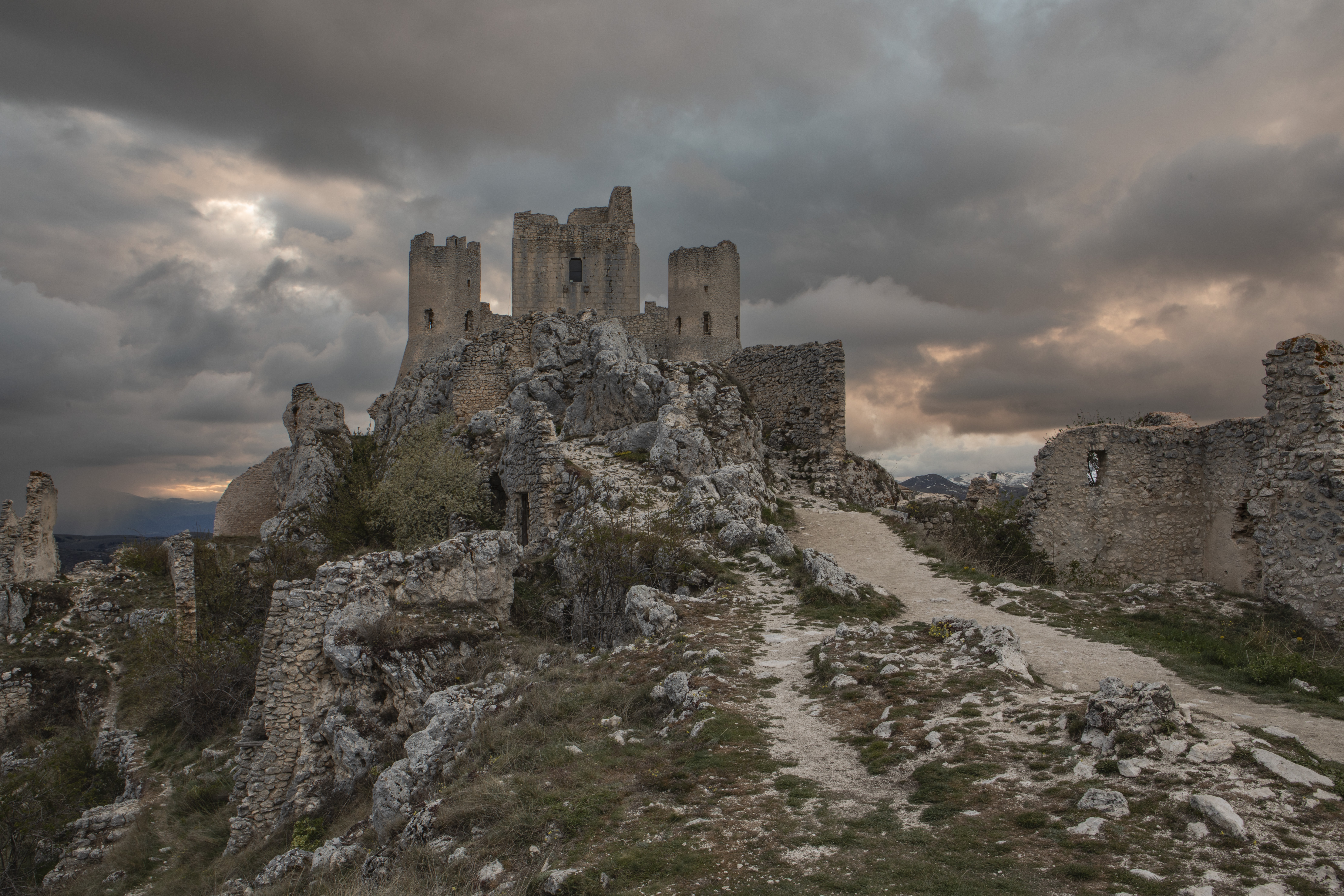
Il castello di Rocca Calascio al tramonto

A partire dagli anni ottanta del XX secolo, sull'onda del successo di alcune ambientazioni cinematografiche, su tutti, Ladyhawke del 1985, il castello è stato sottoposto a lavori di restauro e consolidamento e alcune abitazioni del borgo medievale sono state recuperate. Rocca Calascio e il suo castello sono diventati una delle principali mete turistiche della provincia dell'Aquila e, nel 2019, il castello è stato inserito da National Geographic nella lista dei 15 più belli al mondo.

## Descrizione
Il castello di Rocca Calascio è posto su un crinale della sottodorsale meridionale del massiccio del Gran Sasso, a un'altitudine di 1460 m s.l.m.. La posizione particolarmente favorevole, baricentrica tra l'altopiano di Campo Imperatore a nord, l'altopiano di Navelli a sud-ovest e la valle del Tirino a sud-est, la rendeva una delle principali fortificazioni dell'Abruzzo e permetteva il controllo del territorio sia dal punto di vista difensivo, sia per quanto riguarda i percorsi legati alla transumanza. Era utilizzato come punto d'osservazione militare in comunicazione con altre torri e castelli vicini, sino al mare Adriatico.
La struttura, interamente di pietra bianca locale a conci squadrati, si compone di un mastio centrale di antica origine, parzialmente scapitozzato, circondato da una cerchia muraria e quattro torri d'angolo a base circolare fortemente scarpate, realizzati successivamente, a partire dal XIII secolo. L'accesso avveniva attraverso un'apertura sul lato orientale posta a circa cinque metri da terra, cui si accedeva attraverso una rampa in legno, originariamente retrattile, poggiata su mensole in pietra.
Dal 1986 al 1989 il castello è stato soggetto a una serie di restauri conservativi, volti a risanare la struttura e a consentirne il recupero architettonico-funzionale.

## Il castello nei media
Nel 1980, le Poste Italiane dedicarono al castello un francobollo da 50 lire, facente parte della raccolta nota come "Castelli d'Italia".

### Cinema
A partire dagli anni ottanta del XX secolo, il comprensorio aquilano del Gran Sasso è stato utilizzato come ambientazione per numerose produzioni cinematografiche, ricevendone un discreto ritorno turistico e di immagine. Il primo lungometraggio ambientato alla Rocca è Amici miei - Atto IIº (Italia, 1982). Successivamente, è stata la volta di Ladyhawke (USA, 1985) in cui la rocca (allora non ancora restaurata) era il rifugio dell'eremita impersonato da Leo McKern. In seguito, sono stati ambientati qui Il viaggio della sposa (Italia, 1997) e L'orizzonte degli eventi (Italia, 2005). La rocca è visibile anche in alcune scene del film The American (USA, 2010) con George Clooney, interamente girato nella provincia dell'Aquila, in particolare tra Sulmona, Castel del Monte, Capestrano, Calascio e Castelvecchio Calvisio.
Rocca Calascio è stato anche set di alcune serie televisive, tra cui le produzioni della Rai La piovra 7 - Indagine sulla morte del commissario Cattani (Italia, 1995) e Padre Pio - Tra cielo e terra (Italia, 2006).

## Galleria d'immagini

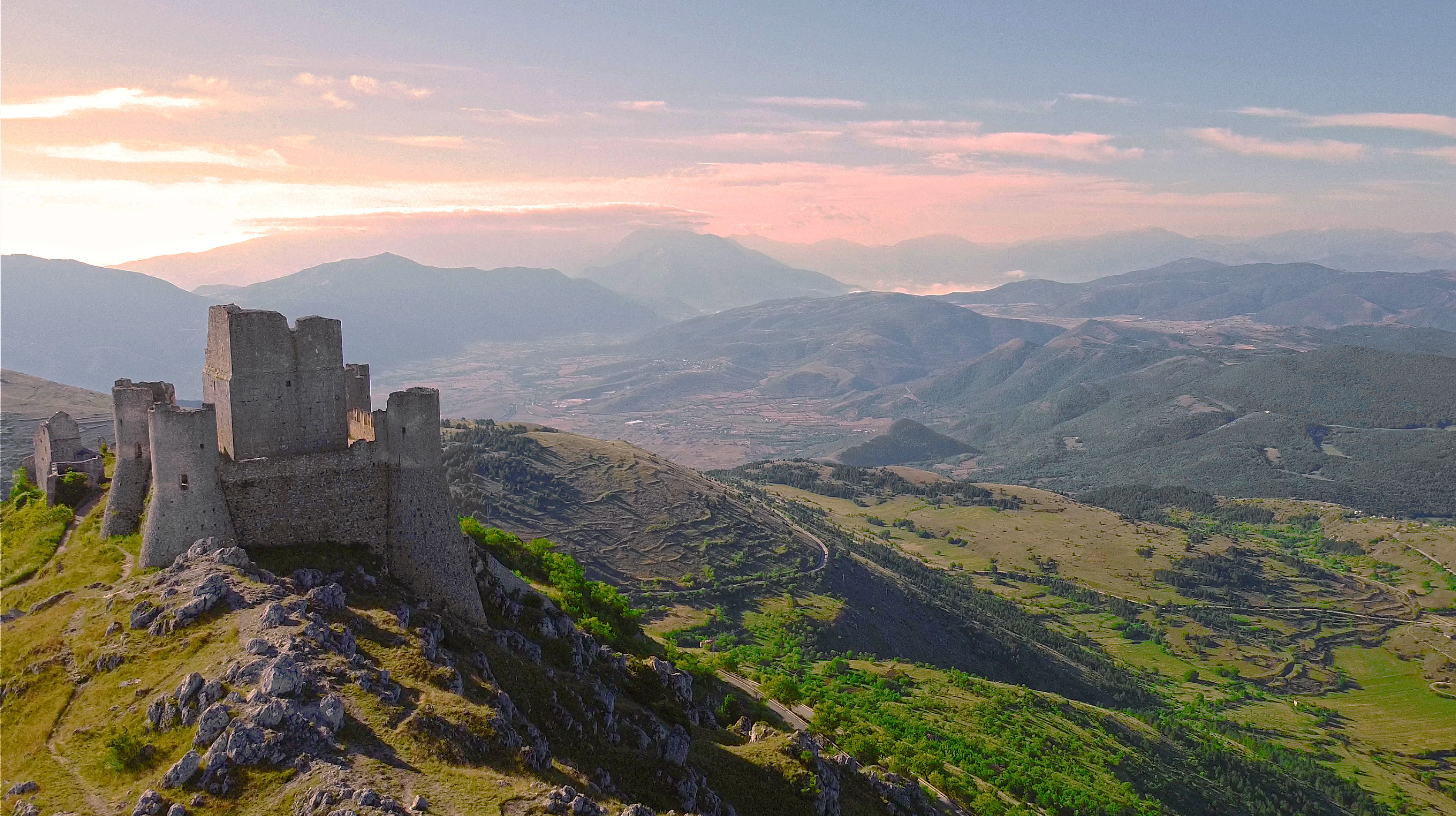
Il castello di Rocca Calascio fotografato da un drone
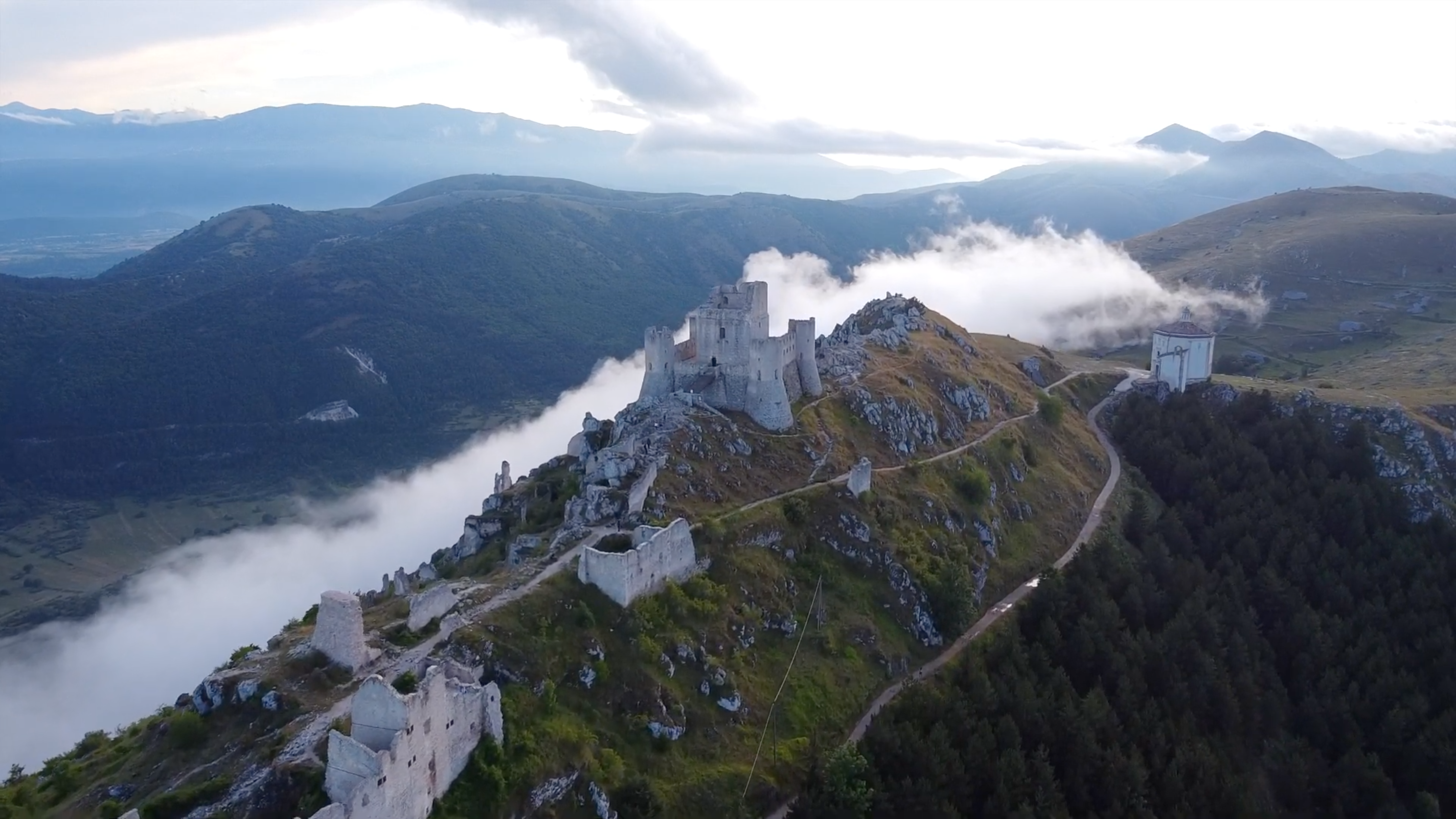
Il castello di Rocca Calascio visto da un drone
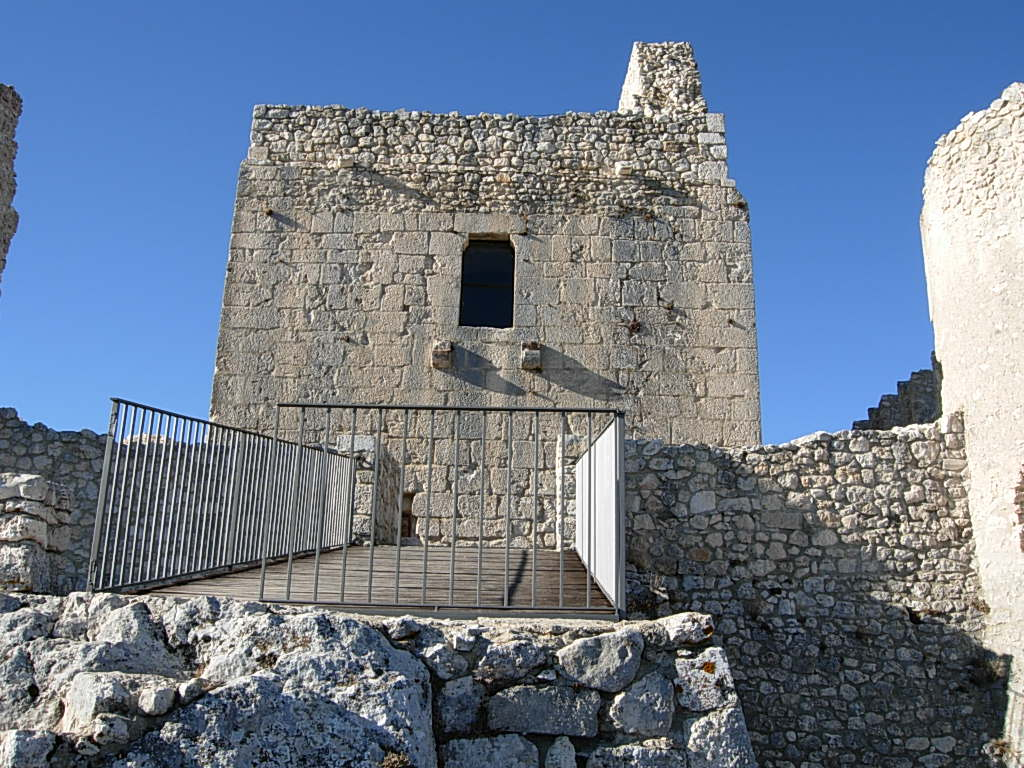
Il ponte del castello
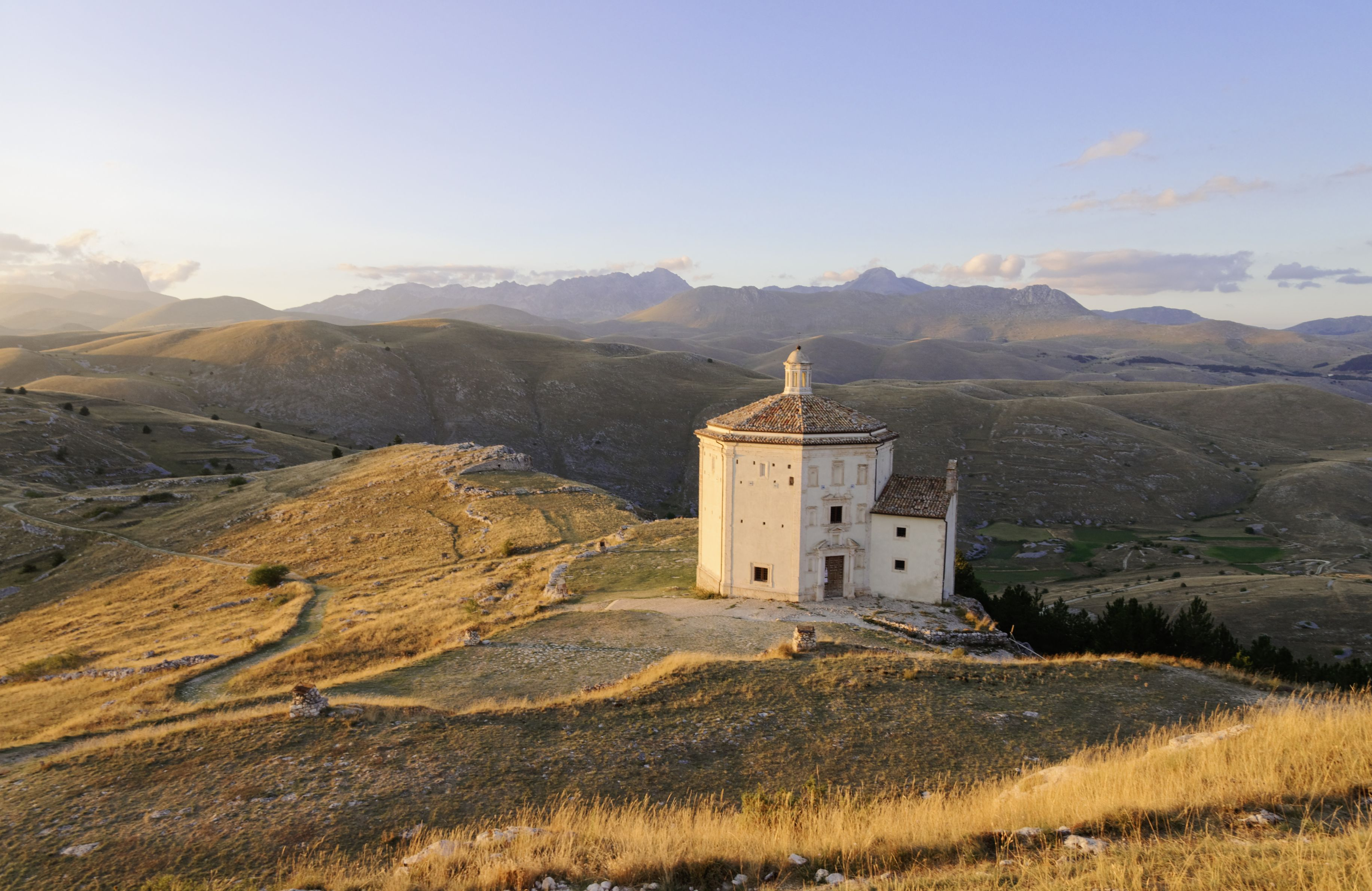
Chiesa di Santa Maria della Pietà